# 58e Reserve-Pantserkorps (Wehrmacht)
Het Duitse 58e Reserve-Pantserkorps (Duits: Generalkommando LVIII. Reserve-Panzerkorps) was een Duits legerkorps van de Wehrmacht tijdens de Tweede Wereldoorlog. Het korps werd alleen ingezet in Zuidwest-Frankrijk en kort tijdens de bezetting van Hongarije.

## Krijgsgeschiedenis

### Oprichting
Het 58e Reserve-Pantserkorps werd opgericht op 28 juli 1943 in Ludwigsburg in Wehrkreis V.

### Inzet

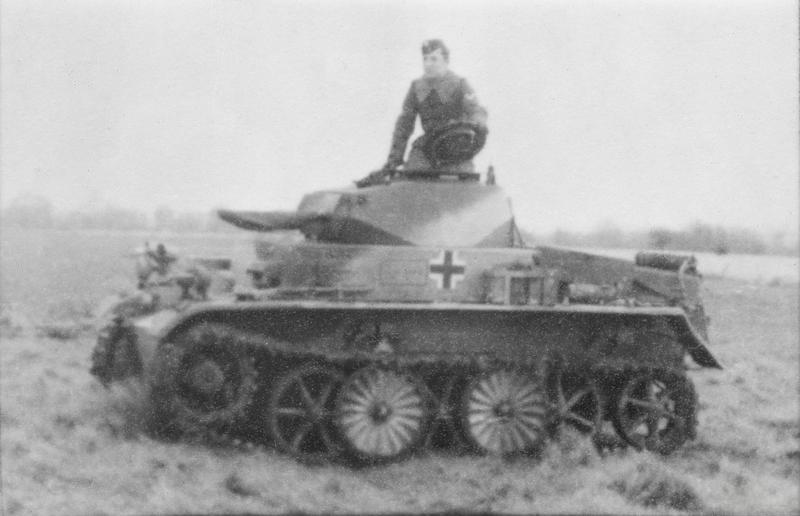
Zeldzame PzKpfw I Ausf C

Het korps werd al snel aan Heeresgruppe D ter beschikking gesteld. De oorspronkelijke taak van het korps was het leiden van de 155e en 177e Reserve-Pantserdivisies (ook in december 1943 stonden deze nog onder bevel). Het korps werd verder ingezet als bezettingsmacht en als snelle interventiemacht in Zuidwest-Frankrijk, rond Toulouse met stafkwartier in Montastruc-la-Conseillère. Op 8 maart 1944 werd het korps naar Mödling in Oostenrijk getransporteerd. Hier had het korps  op 13 maart 1944 de beschikking over de Panzer-Lehr-Divisie en de 16e SS-Pantsergrenadierdivisie "Reichsführer SS". Het korps nam hier vanaf 19 maart deel aan Operatie "Margarethe" (bezetting van Hongarije) en kreeg vervolgens beveiligingstaken rond Budakeszi. Op 8 april werd het korps weer terug getransporteerd naar Toulouse en bleef daar meer dan 3 maanden.

Opmerkelijk: Het korps werd als enige eenheid echt uitgerust met de PzKpfw I Ausf C. Van de 40 gebouwde exemplaren, kwamen er 38 bij het korps terecht in de tweede helft van 1943.

Het 58e Reserve-Pantserkorps werd op 6 juli 1944 bij Toulouse omgedoopt naar 58e Pantserkorps.

## Bovenliggende bevelslagen
| Leger              | Legergroep     | Plaats/regio       | Begin            | Eind          |
| ------------------ | -------------- | ------------------ | ---------------- | ------------- |
| direct onder bevel | Heeresgruppe D | Zuidwest-Frankrijk | 11 augustus 1943 | 28 april 1944 |
| direct onder bevel | Heeresgruppe G | Zuidwest-Frankrijk | 28 april 1944    | 6 juli 1944   |

## Commandanten

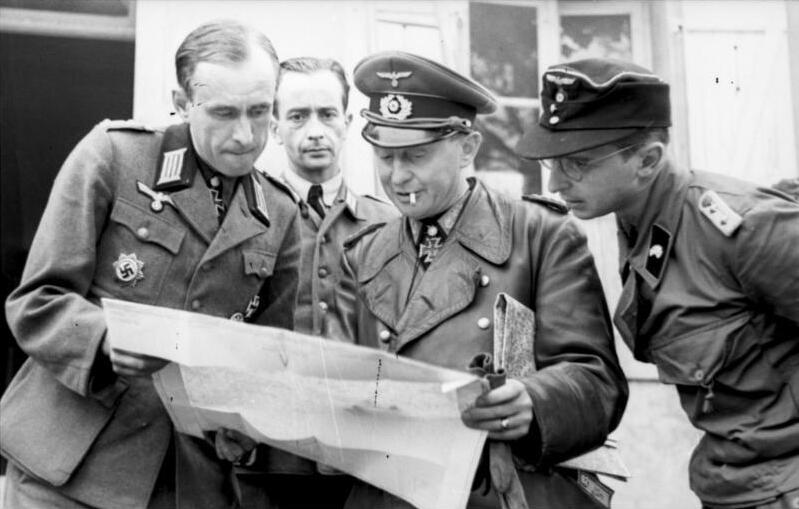
General Walter Krüger (midden)

| Rang                      | Naam                                | Begin            | Eind             |
| ------------------------- | ----------------------------------- | ---------------- | ---------------- |
| General der Panzertruppen | Leo Freiherr Geyr von Schweppenburg | 28 juli 1943     | 1 december 1943  |
| General der Panzertruppen | Hans-Karl von Esebeck               | 1 december 1943  | 10 februari 1944 |
| General der Panzertruppen | Walter Krüger                       | 10 februari 1944 | 6 juli 1944      |